# Bracon quinnipiacorum
Bracon quinnipiacorum är en stekelart som först beskrevs av Henry Lorenz Viereck 1917.  Bracon quinnipiacorum ingår i släktet Bracon och familjen bracksteklar. Inga underarter finns listade.